# 685-ös busz
A 685-ös jelzésű regionális autóbusz Szigetszentmiklós, városháza és Bucka városrész között közlekedett körforgalomban. A 685-ös busz csak hétköznap járt, a reggeli és a délutáni csúcsidőben 30 percenként, napközben óránként, helyette hétvégén a 681-es busz közlekedett.

## Története
Korábban 2629-es számú helyi járatként közlekedett. 2007. december 9-től ez a vonal is megkapta – a 800-as járatok után – a háromjegyű számozást. 2015. július 31-én közlekedett utoljára, augusztus 3-án a 684-es busz váltotta fel.

## Megállóhelyei
| 0  | Szigetszentmiklós, városháza végállomás  |                                                |
| 1  | Városi Könyvtár                          | 38, 238, 279 686                               |
| 2  | Jókai utca                               | 38, 238, 279, 280 686                          |
| 3  | Váci Mihály utca (József Attila-telep H) | 38, 238, 279, 280 686                          |
| 4  | Nyárfa utca                              |                                                |
| 5  | Kéktó utca                               |                                                |
| 6  | Ádám Jenő sétány                         |                                                |
| 7  | Iharos utca                              |                                                |
| 8  | Csépi út                                 | 686                                            |
| 9  | Bucka-tó                                 | 686                                            |
| 10 | Bucka ABC                                | 686                                            |
| 11 | Vénusz utca                              | 686                                            |
| 12 | Tebe sor                                 | 686                                            |
| 13 | Váci Mihály utca (József Attila-telep H) | 38, 238, 279, 280 686                          |
| 14 | Jókai utca                               | 38, 238, 279, 280 686                          |
| 15 | Szent Erzsébet tér                       | 686                                            |
| 16 | Szigetszentmiklós, városháza végállomás  | 38, 238, 279, 280 673, 674, 675, 676, 677, 686 |